# Kite Aerial Photography

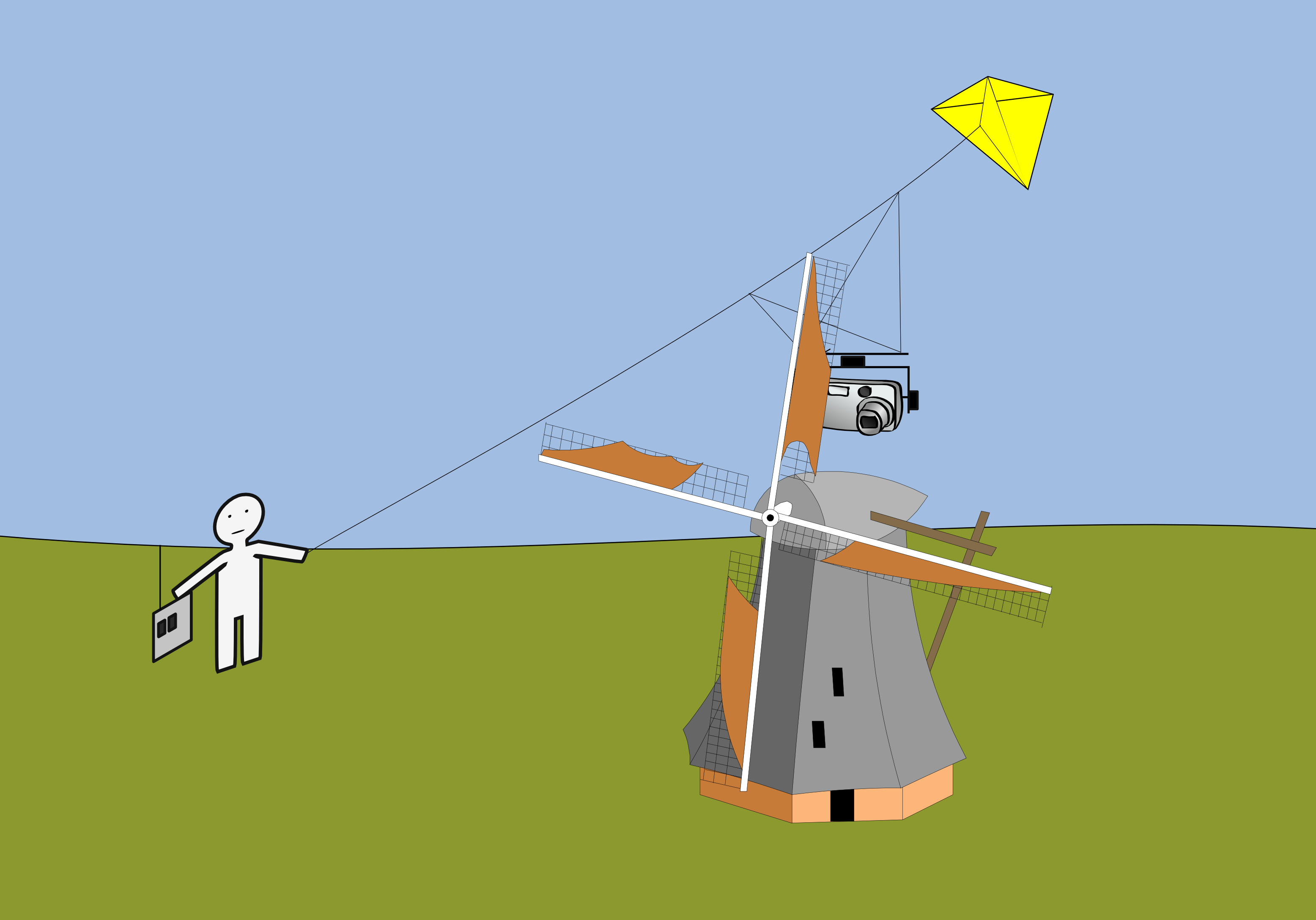
Vereinfachte Darstellung des Prinzips der Kite Aerial Photography

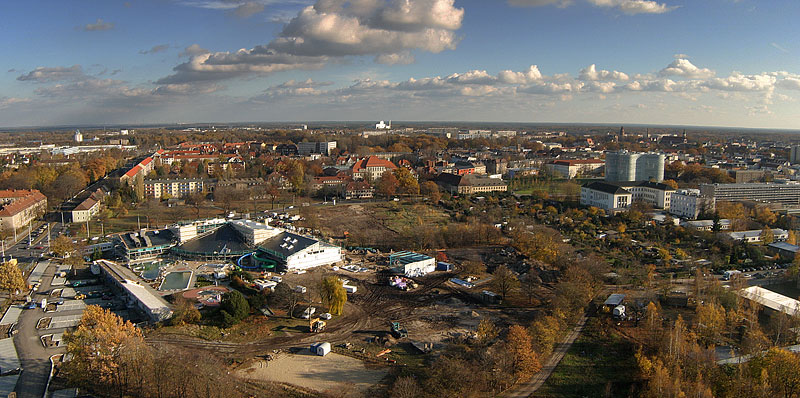
KAP aus ca. 80 m Höhe (westlicher Nordring in Cottbus)

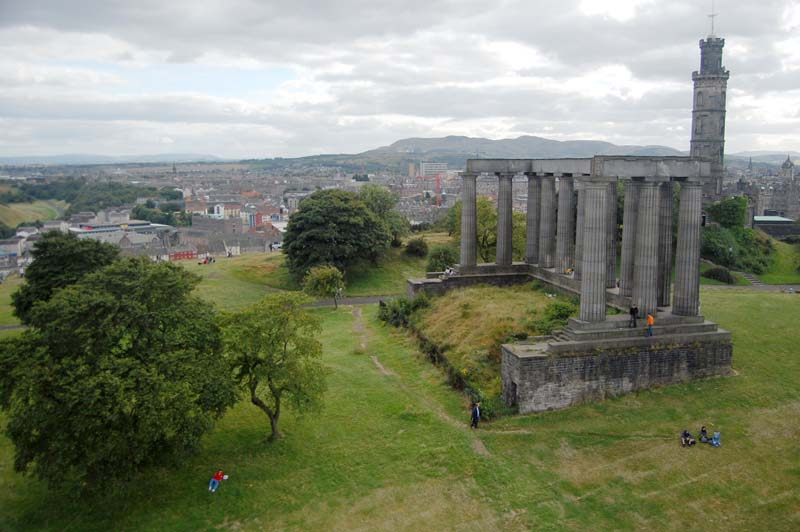
KAP eines einzelnen Bauwerks (National Monument in Schottland)

Kite Aerial Photography, oder kurz KAP ist eine Art der Fotografie, bei der die Zugkraft eines Fessel-Drachens genutzt wird, um eine Kamera in eine erhöhte Position zu befördern. Die Gipfelhöhe ist begrenzt durch die in Deutschland vorgeschriebene maximale Leinenlänge von 100 Metern und ermöglicht dadurch sehr erdnahe und detailreiche Luftbilder mit ungewöhnlichen Perspektiven.
Die Flughöhe (bis 100 m) liegt deutlich unter der Flughöhe von Flugzeugen (ab 300 m). So entstehen Aufnahmen der Umgebung in den Maßstäben der gewohnten Sehweise und nicht in der abstrakten, Landkarten ähnlichen Sichtweise von Flugzeug- oder Satellitenaufnahmen.
Bedingt durch fallende Preise und sinkendes Gewicht insbesondere von Kameras und Technik und die zugleich wachsenden technischen Möglichkeiten ist die Gemeinde der KAP-Ausübenden in den letzten Jahren stark angewachsen.
Flaches Land oder Wasser mit besonders windaufwärts wenig Hindernissen für den Wind und nur wenig thermische Wirkung der Sonne bietet den besten Rahmen zum Drachensteigen.
Zum Starten des Drachen-Kamera-Systems lässt man zunächst den Drachen ein Stück aufsteigen, um die bodennahen Turbulenzen zu überfliegen. Falls der Wind dort genügend stark und beständig weht, wird das Kamerasystem an die Flugleine gehängt und die Schnur kontrolliert abgerollt, bis die gewünschte Aufnahmehöhe erreicht ist.
Bei richtungsstabilem Wind kann der Aufnahmepunkt durch Umhergehen mit dem bodennahen Ende der Leine in einer etwa zum Boden parallelen Fläche verschoben werden. Durch eine geeignete Aufhängung an zwei nahe beinander liegenden Punkten der Leine orientiert sich die Aufhängebasis der Kamera über die Schwerkraft horizontal und in der Horizontalrichtung nach der Leine.
Die Ausrichtung der Kamera (in Horizontal- und Vertikalwinkel) gegenüber ihrer Aufhängebasis kann vor dem Start eingestellt und an einem Richtungsanzeiger aus der Ferne erkannt oder aber heute oft funkferngesteuert im „Flug“ variiert werden. Auch ausgelöst wird die heute durchwegs digital arbeitende Kamera typisch per Funk. Ein Sucherbild per Funk zum Monitor am Boden zu übertragen erfordert eine wesentlich aufwendigere laufende Funkübertragung der Bilddaten.
Konkurrenziert wird Kite Aerial Photography seit Jahren schon durch Multikopter mit integrierter Kamera, zumeist Videokamera, die zunehmend kleiner, faltbar, kostengünstiger und fähiger werden, jedoch Windstille als ideale Flugbedingung haben – wie übrigens auch eine Kamera, die mittels Ballon oder Rakete aufsteigt oder auch nur geworfen wird. Etwa 2019 wurden erstmals – funkübertragene – Videoaufnahmen von einer kleinen Kamera samt GPS-Tracker gemacht, die einem Adler auf den Rücken geschnallt worden war.

## Geschichte
Aus alten chinesischen Überlieferungen ist heute bekannt, dass die ersten Fernerkundungen mittels eines Fesseldrachens im spätmittelalterlichen China stattfanden. Bei kriegerischen Auseinandersetzungen wurden Personen mittels eines Drachens auf Höhe gebracht, um das Nahen eines heranziehenden Heeres zu überwachen.
1858 (oder 1859 bei der Schlacht von Solferino) wurde von dem Franzosen Gaspard Felix Tournachon (Nadar) das erste Luftbildfoto, allerdings von einem Fesselballon aus, aufgenommen. Die Idee, Luftbilder zur Kartenherstellung zu nutzen, ließ er sich patentieren.
Der Franzose Arthur Batut hat im Frühjahr 1888 „La photographie en ballon“ (1886, mit einem Ballon-Luftbild aus 600 m Höhe) von Gaston Tissandier gelesen und kam auf die Idee, einen Fessel-Drachen zum Heben der Kamera einzusetzen. Noch 1888 erstellte er die weltweit erste Drachen-Luftbildfotografie. In seiner Heimatstadt Labruguière wurde ihm 1988 – 100 Jahre danach – ein Museum gewidmet. Nach drei Fehlschlägen machte er eine Aufnahme mit einem Drachen, die seine Heimatstadt Labruguière am 29. Mai 1889 aus 90 m Höhe zeigt. Der dabei verwendete papierbespannte Drachen war 2,50 m lang, hatte an den Kanten Holz mit 5 × 30 mm Querschnitt verbaut, hatte einen 12 m langen Schwanz aus Schnur und wog 1,8 kg. Die Kamera, ein Teil der Aufhängung und ein Dosenbarometer wogen 1,172 kg. Die Hanfleine mit 3,5 mm Durchmesser war 244 m lang und wog 1,878 kg. Ausgelöst wurden die Aufnahmen durch eine Glimmschnur mit 5 cm pro Minute Brenngeschwindigkeit, die einen dünnen Draht durchschmilzt. Verworfen wurde eine elektrische Auslösung, die zwei isolierte Kupferdrähte bis zum Boden benötigen würde. Vom Objektiv wird Verzerrungsfreiheit gefordert, und 40° oder 90° Aufnahmewinkel. Das 1890 publizierte Bild aus 1889 wurde mit einem Aplanat von Steinheil mit 166 mm Brennweite angefertigt.
Nach jedem belichteten Bild musste der Drachen wieder gelandet oder eingeholt werden, um eine neue, gläserne Fotoplatte in die Kamera einzulegen.
Die ersten Drachen-Luftbilder in den USA hat William Abner Eddy (1850–1909, Buchhalter, Journalist und Experimentator mit Drachen, der Erfinder der Eddy-Drachen) in Bayonne, New Jersey, am 30. Mai 1895 gemacht.
Silas J. Conyne (USA) ließ am 29. April 1902 einen Drachen mit der Patentnummer 698.634 eintragen, dessen Form heute leicht modifiziert in jeder Drachenbastelstube gebaut wird. Sein Modell flog zuverlässig schon bei geringen Winden und war zudem sehr gutmütig im Flugverhalten.

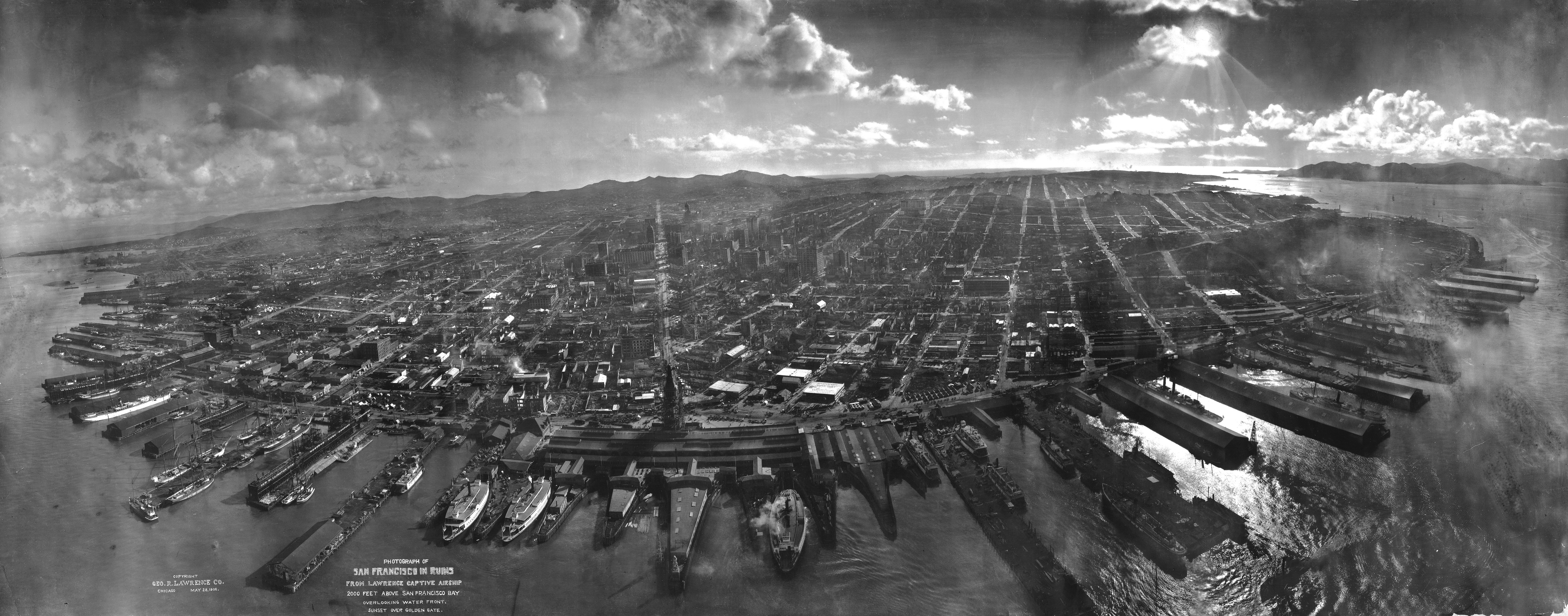
„San Francisco in Ruins“ KAP von Lawrence nach dem San-Francisco-Erdbeben von 1906

Mit einer gestaffelten Anordnung mehrerer dieser Drachen nach Conyne gelang George R. Lawrence (USA) die Ikone aller frühen KAP-Aufnahmen: San Francisco, 6 Wochen nach dem verheerenden Erdbeben von 1906. Eine Meisterleistung, verinnerlicht man den Stand der Technik zu jener Zeit. Lawrence belichtete in 2000 Fuß (etwa 610 m) Höhe ein 45 cm × 120 cm großes Negativ, das trotz der mäßigen Optik eine hohe Detailgenauigkeit zuließ. Ausgelöst wurde mit Zündschnur, was das Gelingen des Bildes zur Glückssache machte. Der etwas schräge Horizont auf dem bekanntesten Bild der Fotoserie ist ein Beleg dafür. Lawrence nutzte zuvor bemannte Heißluftballons als Kamerabasis, stürzte ab damit und überlebte mit Glück. Am KAP-Bild lautet die Kopierschablone irreführend: „From Lawrence Captive Airship“.
1916 bis 1918 setzte der deutsche Archäologe Theodor Wiegand (Leiter des deutsch-türkischen Denkmalschutzkommandos) in Palästina erstmals zur Dokumentation von Altertümern Luftbilder ein, die mit dem Drachen gewonnen wurden, da Motorflugzeuge während des Ersten Weltkrieges nur eingeschränkt für nicht-militärische Zwecke eingesetzt werden durften.
Mit dem Aufkommen der bemannten Fliegerei ließ das Interesse an der KAP-Fotografie merklich nach. Durch die Unabhängigkeit von Wind, die schnellen Ortswechsel und die sichere Steuerung machte sich das Flugzeug unentbehrlich zur Erzeugung von Luftaufnahmen. Kleine digitale Kameras mit Fernsteuerung und Vernetzung von Nutzern und Herstellern via Internet ließen um 2000 eine kleine, hochspezialisierte KAP-Szene entstehen. Um 2012–2020 wurden Drohnen kleiner, für jedermann erschwinglich und dank integrierter Lagestabilisierung und GPS-Navigation leicht steuerbar. Stabilisierte Videokameras wurden integriert, die zumindest Monitorbilder zum Piloten schicken. Kameradrohnen verständigen sich mitunter mit einer App am Smartphone und können dabei etwa einen Ski- oder Radfahrenden per automatisiertem Filmflug verfolgen.
Starker Wind, der eine Drohne verblasen würde, oder zumindest viel Akkukapazität kostet, kann mit einem Drachen gut genutzt werden, sofern die Richtung grob stimmt.

## Technik

### Aufhängung
Die Drachenleine verläuft im Allgemeinen schräg aufwärts und mit einem Durchhang. Eine einzige Zugkraft und das Eigengewicht einer homogenen Leine würde diese eine Kettenlinie ausbilden lassen. Windwirkung auf die Leine selbst verformen ihre Linie etwas. Bleibt ein Drachen nicht an einem Punkt stehen, sondern fährt er, wirken zusätzliche Kräfte der Massenträgheit der Leine und des Luftwiderstands auf die Leine. Durch Ausbildung von Karmannschen Wirbeln im Lee der angeströmten Leine kann eine Leine – bei großem Durchmesser und schneller Anströmung – auch zu vibrieren beginnen.
Eine weiche Leine kann nur Kraft längs ihres linienförmigen Verlaufs übertragen. Wird eine Leine (die nicht vertikal verläuft) mit einem einer Gewichtslast belastet macht sie am Belastungspunkt einen Knick. Erfolgt diese Auflast an zwei Punkten ergeben sich 2 in einer Ebene liegende Knicke. Ein gewölbter oder biegsamer Auflagebügel kann entlang seiner wirksamen Länge der Leine eine Kurve aufzwingen.

#### Drachenfähre
Grundsätzlich kann eine Last an einer fixen Stelle der Drachenleine montiert werden oder durch von einem Drachenfähre (auch Drachenseilbahn, Drachenlift) entlang der Leine aufwärtsfahren.
Ein Drachenfähre kann verschiedene Antriebe haben:
- Aufwärts mit Schnurzug, mittels Umlenkung der Schnur durch eine Seilrolle (oder Öse) an einer hohen festen Stelle an der Drachenleine. / Abwärts durch die Schwerkraft der Last unter Nachlassen dieser Schnur.
- Aufwärts durch eine eigene Drachenfläche der Fähre. / Selbsttätig abwärts durch Umklappen der Drachenfläche durch eine Vorrichtung angeklemmt an einem festen Punkt der Drachenleine. / Wird jedoch bei der windgetriebenen Aufwärtsfahrt eine Schnur mitgenommen, kann diese die Aufstiegshöhe limitieren, das Erreichen der Umklappstelle verzögern, oder gegen den Zug der Drachenfläche der Fähre diese auch wieder herunterziehen.
- Aufwärts und Abwärts durch einen endlos um eine Umlenkrolle in der Nähe des Drachens laufenden Schnurzug. Diese Bauweise erfordert das Handhaben von Leinen und 2 Schnüren, doch garantiert das Abwärtsfahren auch bei schwachem Wind, wenn die Leine unten fast waagrecht steht.

Für Leichtläufigkeit benötigt eine Drachenfähre ein Abhängen von zwei Seilrollen ähnlich einer Seilbahn auf einem Tragseil.

#### Grundsätzliches zur Ausrichtung
Soll die Ausrichtung der Kamera (oder einer verstellbaren Kameraaufhängung = Rig) um die Hochachse verdrehfest mit der Drachenleine verbunden sein, benötigt die Kopplung an der Leine zwei ein Stück weit entfernte Punkte an dieser gespannten Leine um ein rückstellendes Drehmoment übertragen zu können.
Die weitere Ausrichtung von Kamera (oder Rig) kann durch die Schwerkraft der Last erfolgen. Im einfachsten Fall wird die Kamera dabei immer horizontal zu einem Punkt am Horizont ausgerichtet.

#### Rig, Auslöser
Eine winkelverstellbare Kameraaufhängung wird als Rig bezeichnet. Die Kamera ist dafür in einem Rahmen um ihre horizontale Querachse schwenkbar, also nach oben oder unten ausrichtbar. Dieser Rahmen ist wiederum an seiner Oberseite um einer vertikale Achse verdrehbar, sodass die Kamera – vorausgesetzt die Drachenleine weist in die Horizontalrichtung einer Windströmung – in eine beliebige Himmelsrichtung ausrichtbar ist.
Damit eine Kamera auch vertikal nach unten sehen kann, ohne einen Rahmen des Rigs ins Bild zu bekommen, kann dieser Rahmen hier unterbrochen sein.
Ein fest einstellbares Rig muss vor dem Start mit Drachen oder Drachenfähre justiert werden. Ein funkfernsteuerbares Rig erlaubt das Ausrichten der Kamera in der Position nahe am Drachen.
Ein dunkler Stab der hinten in Gegenrichtung der optischen Achse von der Kamera absteht kann ihre Ausrichtung grob sichtbar machen. 4 Stäbe, die von der Kameraseite in Richtung der 4 Bildecken weisen machen den Aufnahmewinkel besser beobachtbar.
Die Kamera samt Fernsteuerung sollte mit dem Schwerpunkt im Schnittpunkt der Drehachsen des Rigs zu liegen kommen, und der Schwerpunkt von Rig samt Kamera wiederun zentral unter der Aufhängung per Pendel von der Drachenleine.

#### Fernsteuerung
Historisch wurde mit dem Abbrennen einer bestimmten Länge Zünd- oder Glimmschnur die Belichtung der Fotoplatte ausgelöst. Die Auslösung kann voreingestellt durch einen Selbstauslöser mit Uhrwerk erfolgen. Kamera-Funkauslöser haben typisch nur geringe Reichweiten. Schon eine Einkanal-Funkfernsteuerung mit geeignetem Servo und Nocke genügen zum Auslösen.
Zum Ausrichten der Kamera auf einem motorisch 2-achsig verstellbarem Rig braucht es 2 weitere Fernsteuerkanäle.
Erfolgt der Filmaufzug nicht motorisch von der Kamera aus, muss die Kamera nach jeder Aufnahme eingeholt und von Hand aufgezogen werden.
Eine Digitalkamera muss vor dem Auslösen eventuell eingeschaltet werden.
Um von einer Digital-Standbildkamera ein (meist auflösungsreduziertes) Sucherbild zu einem Monitor am Boden zu übertragen, sind eine ausreichende Funkbandbreite und Sendeleistung nötig, zur Übertragung eines Bewegtbildes vielfach mehr.

#### Stabpendel
Eine einfache Aufhängung besteht aus einem bis zu 1,5 m langen steifen Stabpendel, das um die Hochachse verdrehfest vertikal von einem Stab mit Ösen oder einer Rinne mit Rollen oder einem Rohr hängt, die die Kopplung mit einem Stück der Leine herstellen.
Am unteren Ende des Pendels wird die Kamera per Rig befestigt. Das Pendel gewährleistet, dass die Kamera rechts-links-horizontal ausgerichtet wird, also etwa der abgebildete Horizont parallel zum unteren und oberen Bildrand verläuft.

#### Picavet

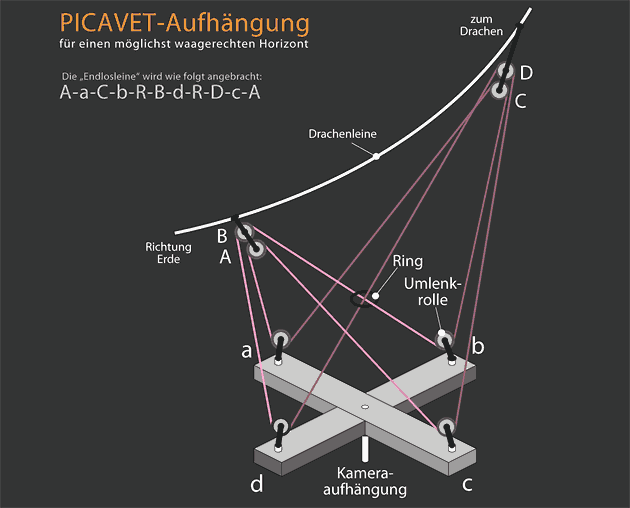
Das Prinzip einer Picavet-Aufhängung

Die Aufhängung durch ein Mehrfach-Seilpendel, ab 1912 publizierte Pierre L. Picavet darüber, wird kurz nur Picavet genannt.
Verschiedene Arten von Picavets koppeln zwei Punkte der Drachenleine, etwa 1–2 m voneinander entfernt, mit einem darunter horizontal hängendem Stab, Dreieck oder Kreuz.
Je nach Konstruktion laufen eine oder zwei Fadenschlingen durch Seilröllchen oder Ösen, die sowohl an den 2 Punkten der Drachenleine als auch an den Enden der Stäbe hängen.
Das Gleiten des Fadens in den vielen Ösen oder Rollen dämpft das Schwingen bei der Ausrichtung des leichten Picavet-Fadenpendels nach unten.
Am Stab oder den Stäben des Picavets wird die Kamera per Rig montiert.
Der von den Fäden des Picavets aufgespannte geometrische Körper ist etwa gleich hoch, breit und lang.
Während die Drachenleine ihre Steigung ändern kann, bleibt das Kreuz des Picavets weitgehend waagrecht. Dabei läuft der Faden, gespannt von der Gewichtskraft der Kamera, so durch 8 Rollen oder Ösen, dass sich seine 8 gespannten Strecken anpassen.
Picavets mit einem Dreieck haben 2 Fäden und 6 Fadenstrecken. Picavets mit bloß einem Stab 1 Faden und 4 Strecken.

### Kamerarahmen (KAP-Rig)
Das Rig ist eine an der Aufhängung (Picavet o. ä.) eingehängte Gondel, welche die Kameratechnik trägt.
Es gibt sehr einfach gehaltene Ausführungen ohne ausgeklügelte Aufhängungen und ohne die Möglichkeit einer gezielten Fernsteuerung. Diese sind besonders für Einsteiger interessant, da der finanzielle Einsatz gering ist. Voraussetzung für diese Variante ist eine Kamera, die einen einstellbaren Intervallausöser (Auslösungen können mit einem festgelegten zeitlichen Intervall kontinuierlich vorgenommen werden) besitzt. Nachteil dieser Einsteiger-Rigs ist die hohe Ausschussquote innerhalb der ausgelösten Bildserien und die totale Windabhängigkeit in Bezug auf die Sicht-Richtung.
Die etwas kostenintensivere aber wesentlich komfortablere Variante ist das fernsteuerbare Rig. Je nach Ausführung kann man mit diesem Rig die Kamera in der Luft drehen und neigen sowie jederzeit auslösen. Manche KAPer versehen ihr Rig auch noch mit der Möglichkeit, die Kamera in der Luft so zu drehen, dass zwischen Hochkantaufnahmen (Porträt) und Querformat (Landscape) umgeschwenkt werden kann. Die Bewegungen werden meistens von sogenannten Servos (spezielle Elektromotoren für die Steuerung) aus der Modellbautechnik durchgeführt. Diese Servos werden an einen Fernsteuerempfänger angeschlossen und führen so die Bewegungen aus, die der KAPer mit einer handelsüblichen Fernsteuerung vom Boden aus steuert.

#### Komponenten für eine fernsteuerbare Rig (Technikgondel für die Kamera)
- ein leichter, dreh- und schwenkbarer Rahmen, in dem die Kamera befestigt werden kann.
- Servos, die die Dreh- und Schwenkbewegung durchführen
- ein Servo, oder wenn die Kamera elektrisch auszulösen ist, ein Relais, für die Betätigung des Auslösers
- ein Fernsteuerempfänger mit drei oder vier Kanälen, der die Steuersignale vom Sender empfängt und an die Servos weiterleitet
- ein Akkumulator oder eine Batterie für die Stromversorgung der Fernsteuerung
- eine Empfängerantenne
- eine Aufhängevorrichtung für die Drachenleine
- eventuell ein Richtungsanzeiger, um die Ausrichtung vom Boden aus besser kontrollieren zu können.

## Drachen
- Stabdrachen

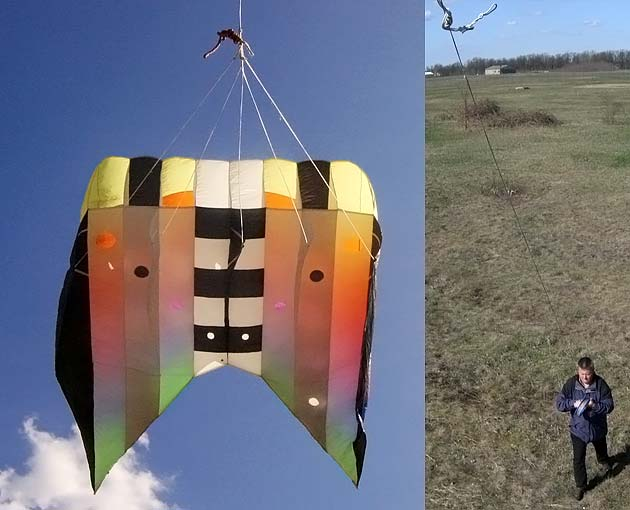
Beispiel eines stablosen Drachens: die FlowForm

  - DoPeRo (Doppel-Pearson-Roller) – ein für KAP-Zwecke weiter entwickelter Einleiner[5]
  - Eddy
  - Delta
  - Rokkaku (sehr hohe Tragkraft, sehr ruhiger und stabiler Flug)
- Stablose
  - FlowForm / ein Drachen der seine Flugstabilität durch die einzelnen Zellen erhält. Jede Zelle hat ein großes Eintrittsloch für den Wind und einen kleineren Austritt. Durch diese Form entsteht quasi ein tragender Flügel mit einem enormen Auftrieb. Ein weiterer Vorteil der FlowForm ist das geringe Packmaß. So kann ein Drachen mit 4 Meter × 3 Meter Ausmaßen ohne größere Probleme auf dem Gepäckträger eines Fahrrades transportiert werden. Das Flugverhalten einer sauber gearbeiteten FlowForm ist sehr gutmütig. Mit ihr können Kamerahöhen von bis zu 95 m (85°-Neigungswinkel der Drachenschnur) realisiert werden.
  - Power Sled
- Fled (Mix aus Flow und Sled)

## Sicherheit
Es gibt Regeln, die ein guter KAPer beachten sollte – zur eigenen und zur Sicherheit anderer.
- Sicherheit geht vor gute Fotos.
- Lifterdrachen für die KAP-Fotografie sind keine Spielzeuge. Sie entwickeln z. T. enorme Zugkräfte, die es zu beherrschen gilt.
- Die Leinenlänge darf in Deutschland maximal 100 Meter betragen. Ausnahmen (beispielsweise bei Drachenfesten) müssen behördlich angemeldet werden.
- Mindestabstände von Flugplätzen (1,5 km) und Hubschrauberlandeplätzen sind strikt einzuhalten.
- Die Nähe von Hochspannungsleitungen, hohen Gebäuden, dichter Besiedlung (Verkehr u. a.) und Industrieanlagen ist zu vermeiden.
- Kein Flug während eines Gewitters
- Kein Nachtflug
- Vor jedem Flug ist das Material gründlich zu überprüfen. Das gilt besonders für Leinen, Knoten und den Drachen selbst.
- Genaue Kenntnisse der Windstärken und des Windbereiches für den eigenen Drachen sollten vorhanden sein.

## Bubble-Panoramen
Eine Variante der Kite Aerial Photography ist die Anfertigung von so genannten Bubble-Panoramen. Das sind Rundumsichtbilder, bei denen man in der Mitte einer Kugel oder Blase zu stehen scheint und sich nach allen Seiten sowie nach oben und unten umschauen kann.
Man kann solche Rundumsichten auch vom Boden aus anfertigen. Luftaufnahmen von einer Kamera die an einem Drachen hängt, können wesentlich interessanter wirken.

### Entstehungsweise der Bilder
Panoramaaufnahmen am Boden kann man aus beliebig vielen Aufnahmen zusammensetzen. Die Kamera steht dabei auf einem Stativ und das Aufnahmeobjekt wird mit einzelnen Fotos, die sich leicht überlappen aufgenommen. Diese werden dann im Computer zu einem Panoramabild zusammengesetzt. So lassen sich phantastische Aufnahmen mit einer riesigen Auflösung anfertigen. Als Objektiv kann man ein normales Weitwinkel mit 35 oder 28 Millimeter Brennweite einsetzen. Je kleiner die Brennweite, desto weniger Bilder werden benötigt, desto geringer ist jedoch auch die Auflösung.
Befindet sich die Kamera jedoch in der Luft, an einem fliegenden Drachen hängend, kann man nicht Bild für Bild anfertigen und diese Einzelbilder dann am Computer zusammensetzen. Dadurch, dass sich der Drachen und damit auch die Kamera laufend bewegt, ändert sich ständig der Kamerastandpunkt. Dadurch wird es nahezu unmöglich, mehrere Bilder zu einem Panorama zusammenzusetzen. Hier muss ein einziges Bild genügen.

### Anfertigen eines Bubble-Panoramas aus der Luft
Schritt 1
Der untere Teil des späteren Bubble-Panoramas:
Da nur ein Bild angefertigt werden kann, muss auf diesem einen Bild alles enthalten sein. Dies wird mit einem Fischaugenobjektiv erreicht. Die Kamera hängt am Drachen und schaut dabei senkrecht nach unten. Auf dem Foto ist dann der gesamte untere Teil des späteren Panoramas enthalten.
Schritt 2
Der obere Teil des späteren Bubble-Panoramas:
Zu einer Rundumsicht gehört jedoch nicht nur der Boden, bzw. der untere Teil des Bubble-Panoramas, sondern auch der obere Teil, also der Himmel. Der Himmel braucht jedoch nicht vom Drachen aus angefertigt zu werden, sondern man kann ihn vom Boden aus senkrecht nach oben fotografieren.
Schritt 3
Die beiden Bildhälften werden dann im Computer zu einem fertigen Bubble-Panorama zusammengesetzt und in ein darstellbares Bildformat umgewandelt.
Zur Betrachtung ist allerdings die Installation eines entsprechenden Viewers auf dem Computer erforderlich.

## Veranstaltungen
- KAPiCA/02 – Kite Aerial Photography in California, Pacific Grove, 1. November 2002, 15.–19. Oktober 2003[6]
- FLiBB – Fesseldrachen Luftbildtage in Bad Bevensen, D, 1996 und 2000.
- JKPA Contest 2001 – Japan Kite Aerial Photography Association